# Ganga ventrebruna
La ganga ventrebruna o ganga de ventre bru (Pterocles exustus) és una espècie d'ocell de la família dels pteròclids (Pteroclididae) que habita zones àrides amb escassos arbusts, al nord de l'Àfrica Subsahariana, des del sud de Mauritània i el Senegal, cap a l'est fins a Etiòpia, Eritrea i Somàlia, Àfrica oriental cap al sud fins a Tanzània, vall del Nil, costa d'Aràbia, Àsia meridional al Pakistan i l'Índia.